# 245. pehotni polk (Italija)
245. pehotni polk Siracusa je bil pehotni polk Kraljeve italijanske kopenske vojske.

## Zgodovina
Med prvo svetovno vojno je bil polk nastanjen na soški fronti.